# Alpina XD4

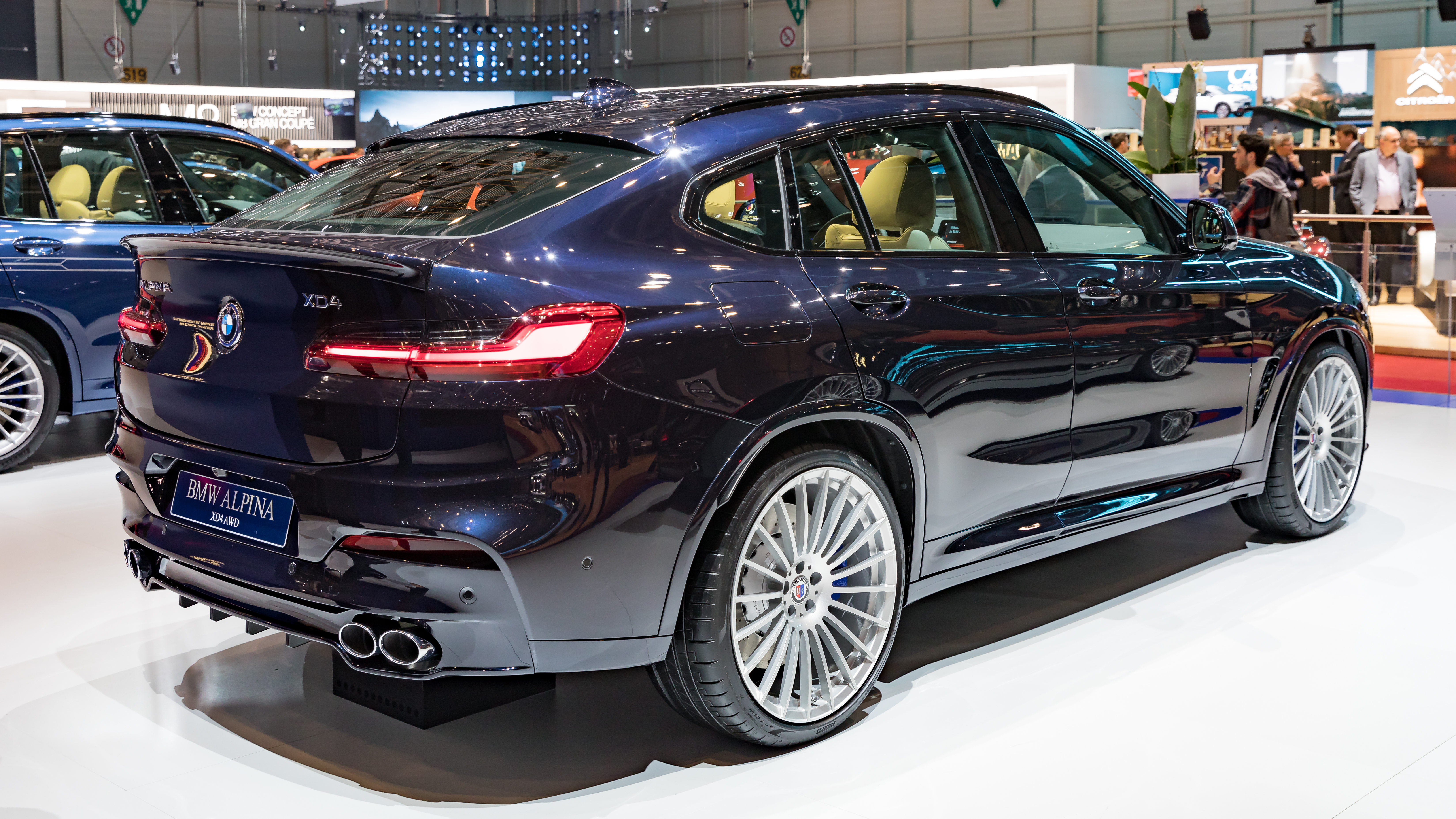
Heckansicht

Der Alpina XD4 ist ein Crossover-SUV des Kleinserienherstellers Alpina Burkard Bovensiepen auf Basis der zweiten Generation des BMW X4.

## Geschichte
Das Fahrzeug wurde erstmals 2018 auf dem 88. Genfer Auto-Salon im März vorgestellt und wird seit August 2018 verkauft. Im Juni 2021 wurde eine überarbeitete Version des BMW X4 vorgestellt, auf der der XD4 fortan aufbaut.

## Technische Daten
Den Dreiliter-Dieselmotor mit Quadturbolader teilt sich der XD4 mit der ebenfalls auf dem Genfer Auto-Salon 2018 vorgestellten zweiten Generation des XD3.
|                                            | XD4 Quadturbo Allrad                     | XD4 Quadturbo Allrad                     |
| ------------------------------------------ | ---------------------------------------- | ---------------------------------------- |
| Bestellzeitraum                            | 08/2018–06/2021                          | seit 11/2021                             |
| Motorart                                   | Dieselmotor                              | Dieselmotor                              |
| Motorbauart                                | Reihenbauart                             | Reihenbauart                             |
| Motoraufladung                             | Quadturbo                                | Quadturbo                                |
| Gemischaufbereitung                        | Common-Rail-Einspritzung                 | Common-Rail-Einspritzung                 |
| Zylinder/Ventile                           | 6/24                                     | 6/24                                     |
| Hubraum                                    | 2993 cm³                                 | 2993 cm³                                 |
| Verdichtungsverhältnis                     | 16,0 : 1                                 | 16,0 : 1                                 |
| max. Leistung bei min−1                    | 285 kW (388 PS)/4000–5000                | 290 kW (394 PS)/4000–5000                |
| max. Drehmoment bei min−1                  | 770 Nm/1750–3000                         | 800 Nm/1750–3000                         |
| Antriebsart, serienmäßig                   | Allradantrieb                            | Allradantrieb                            |
| Getriebeart, serienmäßig                   | 8-Gang-Automatikgetriebe „Switch-Tronic“ | 8-Gang-Automatikgetriebe „Switch-Tronic“ |
| Leergewicht                                | 2045 kg                                  | 2145 kg                                  |
| Beschleunigung, 0–100 km/h                 | 4,6 s                                    | 4,6 s                                    |
| Höchstgeschwindigkeit                      | 267–268 km/h                             | 268 km/h                                 |
| Kraftstoffverbrauch auf 100 km, kombiniert | 6,9 l Diesel                             | 7,2 l Diesel                             |
| CO2-Emission, kombiniert                   | 183 g/km                                 | 189 g/km                                 |
| Abgasnorm nach EU-Klassifikation           | Euro 6d                                  | Euro 6d                                  |